# Virsbo
Virsbo (ook wel Wirsbo) is een plaats in de gemeente Surahammar in het landschap Västmanland en de provincie Västmanlands län in Zweden. De plaats heeft 1587 inwoners (2005) en een oppervlakte van 203 hectare.
De plaats ligt aan het Strömsholmkanaal en de rivier de Kolbäcksån, tussen het meer Åmmäningen in het noorden en het meer Virsbosjön in het zuiden.

## Verkeer en vervoer
Bij de plaats loopt de Riksväg 66.
De plaats heeft een station aan de spoorlijn Kolbäck - Ludvika.

## Geboren
- Alf Segersäll (1956), wielrenner